# Miltogramma grossa
Miltogramma grossa är en tvåvingeart som beskrevs av Boris Borisovitsch Rohdendorf 1930. Miltogramma grossa ingår i släktet Miltogramma och familjen köttflugor.
Artens utbredningsområde är Ukraina. Inga underarter finns listade i Catalogue of Life.